# Oiketicoides lutea
Oiketicoides lutea is een vlinder uit de familie van de zakjesdragers (Psychidae). De wetenschappelijke naam van deze soort is voor het eerst voorgesteld als Psyche febretta var. lutea door Otto Staudinger in een publicatie uit 1870.
De soort komt voor in Italië (vasteland en Sicilië), Malta, Hongarije, Albanië, Noord-Macedonië, Bulgarije, Griekenland (vasteland en Kreta), Zuidwest-Europees Rusland, Turkije, Syrië, Libanon, Irak, Georgië, Armenië, Azerbeidzjan, Mauritanië, Egypte en Soedan.